# Tokijský expres
Tokijský expres bylo jméno, které Spojenci dali taktice Japonského císařského námořnictva během druhé světové války v Pacifiku. Šlo o nasazení rychlých bojových lodí, převážně torpédoborců, k dopravě osob a nákladů. Jméno získala kvůli pravidelnosti, s jakou se zásobovací mise konaly. Sami Japonci ji nazývali krysí transporty (鼠輸送 nezumi jusó), neboť je provozovali v noci.
Byla používána u Šalomounových ostrovů a Nové Guineje, protože zde měli Spojenci převahu ve vzdušném prostoru a standardní pomalé konvoje měly kvůli náletům vysoké ztráty. Krysí transporty měly za úkol potmě připlout, vylodit osoby a zásoby a před rozedněním odplout do bezpečné vzdálenosti.
První krysí transport připlul 18. srpna 1942 ke Guadalcanalu pod velením kontradmirála Raizó Tanaky. Poslední velký krysí transport byl zcela zničen 25. listopadu 1943 v bitvě u mysu sv. Jiří.